# Amil
Amil Whitehead, nota semplicemente come Amil (New York, 19 settembre 1973), è una rapper statunitense, conosciuta anche come 9-Milli o Amilion..
Ha avuto il suo momento più alto in carriera alla fine degli anni 1990 quando collaborò con il rapper Jay-Z, realizzando tra gli altri il singolo Can I Get A... per la colonna sonora del film Rush Hour - Due mine vaganti.

## Biografia
Nel 1997 venne coinvolta nella formazione del gruppo femminile Major Coinz. Il gruppo incontrò Jay-Z che cercava una ragazza che realizzasse la parte vocale del suo terzo album Vol. 2... Hard Knock Life, la parte era inizialmente destinata a una delle conoscenti di Jay-Z che però, dopo aver sentito uno dei freestyle di Amil, decise di inserire lei nell'album, che rifiutò la presenza singola, costringendo il rapper a prendere il gruppo in blocco per la registrazione del brano.
Dopo questo primo contatto, Amil è apparsa nei successivi tre album di Jay-Z ed in diversi suoi video oltre che in altri di Jermaine Dupri, Beanie Sigel, Ja Rule, Tamar Braxton e Jaz-O come Nigga What, Nigga Who, Can I Get a... e Get None, la sua voce comparve inoltre in diverse tracce di altri album come Hey Papi, Do It Again (Put Ya Hands Up), S. Carter e Playa. Nel 1998 Amil, Beanie Sigel, Jay-Z e Memphis Bleek, si riunirono come artisti della Roc-A-Fella Records per formare il supergruppo The Dynasty e realizzare quello che è rimasto ad oggi l'unico album della formazione: The Dynasty: Roc La Familia.

### All Money Is Legal
Dopo la separazione delle Major Coinz, Amil decise di intraprendere la carriera solista con l'etichetta di Jay-Z Roc-A-Fella Records realizzando l'album di debutto dal titolo All Money Is Legal nel 2000. L'album conteneva i singoli I Got That, un duetto con Beyoncé conosciuta all'epoca come leader del gruppo R&B Destiny's Child e All-Star-Roc-A-Fella-single 4 Da Fam. All'album parteciparono artisti come Memphis Bleek, Jay-Z, Beyoncé, Carl Thomas, Eve e Beanie Sigel. Tuttavia i dati di vendita furono poco positivi sia per l'album che per i singoli da quest'ultimo estratti, dopo questo disastroso esordio per la Roc-A-Fella/Def Jam venne pubblicato solo un altro singolo dal titolo Hey Papi, brano tratto dalla colonna sonora del film La famiglia del professore matto (Nutty Professor II: The Klumps).

## Discografia

### Album in studio
- 2000 – All Money Is Legal (Roc-A-Fella, Columbia, Sony Music)

### Mixtape
- 2008 – Amil Az Iz

### Singoli
- 2000 – I Got That (feat. Beyoncé)
- 2000 – 4 da Fam (feat. Jay-Z, Memphis Bleek, Beanie Sigel)

Come artista ospite
- 1998 – Can I Get a... (Jay-Z feat. Ja Rule e Amil)
- 1999 – Jigga What, Jigga Who (Jay-Z feat. Amil e Big Jaz)
- 1999 – Do It Again (Put Ya Hands Up) (Jay-Z feat. Amil e Beanie Sigel)
- 2000 – Get None (Tamar Braxton feat. Jermaine Dupri e Amil)
- 2000 – Hey Papi (Jay-Z feat. Amil e Memphis Bleek)